# Gobionotothen gibberifrons
Gobionotothen gibberifrons är en fiskart som först beskrevs av Lönnberg, 1905.  Gobionotothen gibberifrons ingår i släktet Gobionotothen och familjen Nototheniidae. Inga underarter finns listade i Catalogue of Life.